# Nostradamus
Nostradamus (fr. Michel de Nostredame) (ur. 14 grudnia 1503 w Saint-Remy, zm. 2 lipca 1566 w Salon-de-Provence) – francuski aptekarz, astrolog i autor proroctw, okultysta, mistyk, kabalista, badacz wiedzy tajemnej, doradca królowej Francji, Katarzyny Medycejskiej.
Miał m.in. przepowiedzieć okoliczności śmierci jej męża Henryka II Walezjusza. Zdecydowana większość uczonych twierdzi, że powiązania pomiędzy tetrastychami napisanymi przez Nostradamusa a historycznymi wydarzeniami po ich napisaniu są wynikiem nadinterpretacji i złego tłumaczenia, a nie nadprzyrodzonych zdolności.

## Życiorys
Michel de Nostredame, znany jako Nostradamus, był z pochodzenia Żydem. Urodził się jako jedno z dziewięciorga dzieci handlarza zbożem oraz notariusza Jaumego de Nostradame oraz Reynière de St-Rémy. Dziadek Nostradamusa, Guy Gassonet, przeszedł na katolicyzm ok. 1455, przybierając imię Pierre (Piotr) i nazwisko „Nostradame”.
Michel od początku wyróżniał się głównie inteligencją – jako młody chłopak opanował kilka języków obcych oraz matematykę wyższą. Popierał teorię Kopernika.
Za namową rodziców studiował medycynę na uczelni w Montpellier, a po trzech latach został licencjatem w tej dziedzinie. Pierwsze szlify zdobywał w trudnych warunkach, lecząc z dżumy mieszkańców południowej Francji. Odniósł tam spore sukcesy, chodząc od wsi do wsi i rozdając leki.
Pragnął zrobić doktorat, wrócił więc do Montpellier. Jednak jego sława przyszła tam pierwsza, a zazdrosne środowisko lekarzy postanowiło uniemożliwić mu dalszą karierę naukową. Wyśmiewali jego umiejętności: leczenie ziołami i nieznanymi specyfikami nie mogło spodobać się lekarzom, którzy swoją praktykę opierali głównie na upuszczaniu krwi (Nostradamus był temu przeciwny). Mimo wszystko (głównie dzięki wstawiennictwu pacjentów oraz innych studentów) otrzymał doktorat i przez rok został na uniwersytecie jako wykładowca. W 1533 roku otworzył prywatną praktykę w Agen, małym miasteczku nad Garonną.
W 1531 Nostradamus został zaproszony do Agen przez Jules-César Scaligera, uznanego renesansowego myśliciela. Tam poznał piękną, inteligentną i zamożną kobietę, Henriette d’Encausse (w sprawie imienia i nazwiska tej kobiety istnieją jednak spory wśród badaczy), z którą się ożenił. Z małżeństwa tego narodziło się dwoje dzieci. W 1534 r. żona i dzieci zmarły, prawdopodobnie na skutek wielkiej zarazy.
Po ich śmierci kontynuował podróże po Francji i prawdopodobnie po Italii.
Przeżył głęboko śmierć bliskich, na domiar złego miał problemy z rodziną zmarłej żony (proces o zwrot posagu). Przez następne lata był wędrowcem, ale nadal leczył ludzi. Dzięki podróżom jego sława zataczała coraz szersze kręgi.
W roku 1554 Nostradamus osiadł w Marsylii. Jesienią okolicę nawiedziła powódź, a następnie epidemia dżumy. Rozprzestrzenianiu się morowego powietrza sprzyjały wezbrane rzeki i rozkładające się ciała, których nie nadążano uprzątać. Nostradamus robił wszystko, by zwalczyć zarazę i uratować jak najwięcej chorych. Stosował w leczeniu metody, o których wówczas nikt nie miał jeszcze pojęcia: tępienie gryzoni, podawanie dużej ilości wody chorym, częste wietrzenie pomieszczeń, zmiana pościeli.
Kiedy zaraza ustała, lekarz wybrał się w dalszą podróż – tym razem do Salon-de-Provence, miasteczka leżącego w połowie drogi między Marsylią a Awinionem. Poznał tam bogatą wdowę, Annę Ponsart Gemelle. Poślubił ją i zamieszkał przy placu Poissonnerie, w domu, który istnieje do czasów współczesnych. Założywszy wytwórnię kosmetyków oraz dżemów, spędził w spokoju resztę życia, pośród wielu ksiąg, gromadki dzieci i kochającej żony. Na strychu swojego domu zbudował centrum obserwacyjne. Na podstawie obserwacji gwiazd i ich zachowania przepowiadał przyszłość. Sposób czytania gwiazd, którym posługiwał się Nostradamus, pozostaje nieznany do dziś.

## Przepowiednie

### Charakter przepowiedni

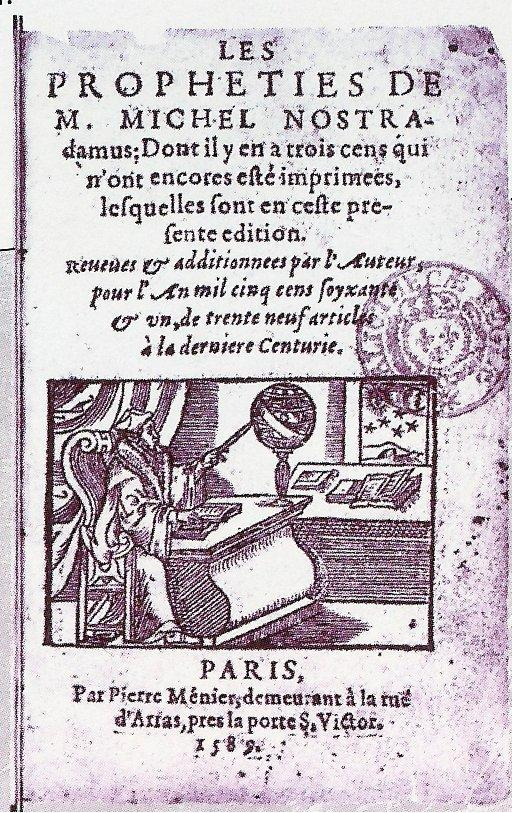
Wydanie Centurii Nostradamusa

W kulturze popularnej Nostradamus zasłynął głównie z proroctw spisywanych przezeń w formie rymowanych czterowierszy grupowanych po sto centurii.
Pierwszych 7 rozdziałów Centurii Nostradamus zadedykował swojemu najstarszemu synowi z drugiego małżeństwa, Cezarowi (1553–1639), w momencie, gdy ten miał 2 lata. Został on historykiem i królewskim szambelanem, lecz nie posiadał zdolności ojca.
Większość centurii opisuje katastrofy, takie jak plagi, trzęsienia ziemi, wojny, powodzie, inwazje, morderstwa czy bitwy – wszystkie niedatowane. Główny i jednoczący temat tych tekstów to nieuchronna inwazja sił islamu na Europę ze wschodu i południa pod przewodnictwem Antychrysta. Wydaje się, że wizje te powstały pod wpływem aktualnych wówczas wydarzeń, związanych z podbojami dokonywanymi przez Imperium Osmańskie. Wszystko to jest prezentowane w kontekście rzekomego nieuchronnie już nadchodzącego końca świata.
Według niektórych interpretatorów zrozumienie wszystkich zagadek zapisanych w Centuriach należy rozpocząć od rozpoznania metody, której użył Nostradamus do ich uporządkowania. Metodę tę streszcza w liście do syna; oto fragment:

W oparciu o boskie nadnaturalne natchnienie wyodrębniam pojedyncze miejsca według ich specyfiki. Potem łączę owe miejsca z niebiańskimi znakami. Podobnie określam okresy czasu, dla których charakterystyczny jest okultyzm, mocą łaski i siły potęgi Boga. W jego obecności od zawsze łączą się trzy czasy: «ponieważ przecież wszystko obnażone i otwarte znajduje się przed twymi oczami, o Panie!», przy czym stosuję teorię obiegów planet do przeszłych, teraźniejszych i przyszłych przyczyn.

Nostradamus był astrologiem i rozumował jak astrolog. Horoskop obliczony na dowolnie wybrany moment zawiera w sobie według niektórych całą wiedzę o przeszłości i o przyszłości tego momentu – wystarczy odjąć lub dodać odpowiednią liczbę lat obiegu którejś z planet. Nostradamus sugeruje zatem, że wydarzenia, których opis dał w Centuriach, odnoszą się do trzech czasów, czyli trzech kolejnych cykli, które należy uwzględnić w interpretacji przepowiedni. Mówiąc prościej, opis dany przede wszystkim w liście do Henryka Szczęśliwego odnosi się do trzech podobnych do siebie punktów na linii czasu, powtarzających się w określonym rytmie i tak należy go rozumieć. W tym wypadku liczba lat trwania tych cykli oraz momenty, od których należy je zacząć liczyć, zostały podane.

## Nostradamus w kulturze popularnej
Literatura
- Aleksander Dumas – Dwie Diany
- Aleksander Dumas – Królowa Margot
- Judith Merkle Riley – Tajemnica Nostradamusa

Filmy
Wybrane filmy o Nostradamusie lub inspirowane jego przepowiedniami:
- 1938: Nostradamus
- 1994: Nostradamus
- 2009: Nostradamus 2012

Seriale telewizyjne
- 2001: Łowcy skarbów (odc. 16, sez. 2)
- 2004: Horoskop śmierci
- 2011: Huntik: Łowcy tajemnic (jeden z odc. serialu animowanego)
- 2013–2016: Nastoletnia Maria Stuart

Muzyka
- 1993: zespół Republika wydał płytę zatytułowaną Siódma Pieczęć; na tej płycie jako drugi, znalazł się utwór „Nostradamus”; w nim, ów Nostradamus proszony jest o to, żeby nie zamącał nikomu głowy przepowiedniami o końcu świata
- 1996: motywem przewodnim albumu The Time of the Oath zespołu Helloween są przepowiednie Nostradamusa dotyczące końca świata
- 1999: amerykański raper Nas nagrał album Nastradamus; artysta sparafrazował nazwisko jasnowidza używając do tego własnego pseudonimu „Nas”; na krążku tym znalazł się również utwór o tym samym tytule
- 2000: zespół Haggard grający metal symfoniczny wydał płytę poświęconą osobie Nostradamusa, Awaking the Centuries
- 2008: heavymetalowy zespół Judas Priest wydał album Nostradamus inspirowany przepowiedniami astrologa; na płycie znalazły się 23 utwory nagrane z orkiestrą symfoniczną
- 2018: polski raper Avi wydał piosenkę o tytule „Nostradamus”, który został zawarty na albumie Zbiór pieśni sycylijskich

Gry
- Lionheart: Legacy of the Crusader – jednym z celów jest odszukanie Nostradamusa przed siłami mędrca z gór
- „Reksio i Wehikuł Czasu” – pojawia się postać Nostradamusa wskazującego podróżnikom cel i drogę podróży w czasie
- Assassin’s Creed: Unity - pojawia się system zagadek związanych z różnymi czterowierszami Nostradamusa, z których każda wskazuje na jakieś miejsce w ówczesnej Francji.